# George William Gregory Bird
George William Gregory Bird (7 de noviembre de 1916-29 de marzo de 1997) fue un médico, académico, investigador y hematólogo británico conocido por su experiencia en los campos de la transfusión de sangre y la inmunohematología. Fundó el Departamento de Medicina Transfusional de la Facultad de Medicina de las Fuerzas Armadas de Pune y fue incluido en su Salón de la Fama en 2010. Ganador del premio Karl Landsteiner Memorial y del premio Morten Grove Rasmussen Memorial de la Asociación Americana de Bancos de Sangre, Gregory Bird fue honrado por el Gobierno de la India en 1963 con la concesión del Padma Shri, el cuarto premio civil indio más importante por sus servicios a la nación.

## Biografía

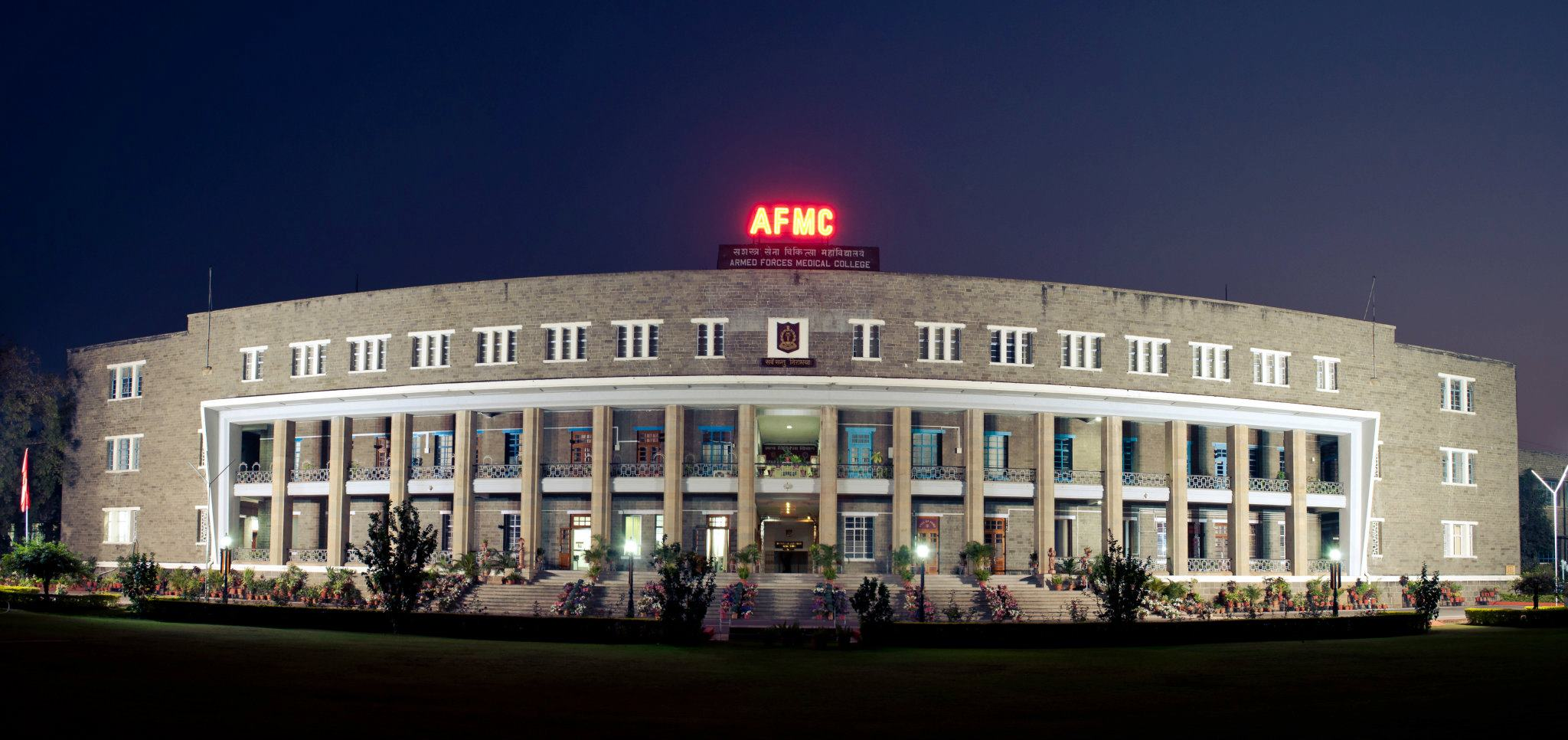
Edificio principal de AFMC

George William Gregory Bird, nacido en el Reino Unido en 1916, se licenció en medicina en 1941. Tras ingresar en el cuerpo médico del ejército británico, sirvió en Oriente Medio y la India en las Unidades de Transfusión de la Base Británica y formó a los médicos del ejército en el tratamiento de los traumatismos. Durante su destino en la India, estableció el primer banco de sangre de la India en 1948, como jefe del Departamento de Medicina de Transfusión del Colegio Médico de las Fuerzas Armadas, en Pune. Trabajó en el AFMC hasta 1966, año en el que sus investigaciones sobre el Dolichos biflorus revelaron la actividad aglutinante de glóbulos rojos humanos A1 en sus extractos. Continuó sus investigaciones sobre las semillas y se le atribuye el descubrimiento de la anti-T en Arachis hypogea (cacahuete). Su prolífico trabajo en este campo le valió el apodo de Rey de las lectinas y la poliaglutinación. En 1961, cuando la reina Isabel II visitó la India, Gregory Bird se encargó de los preparativos médicos para la dignataria y también atendió al Dr. Rajendra Prasad, el primer presidente indio, en su estado médico terminal. Durante este periodo, continuó sus estudios y obtuvo el FRCPath del Royal College of Pathologists y el título de doctor en Londres.

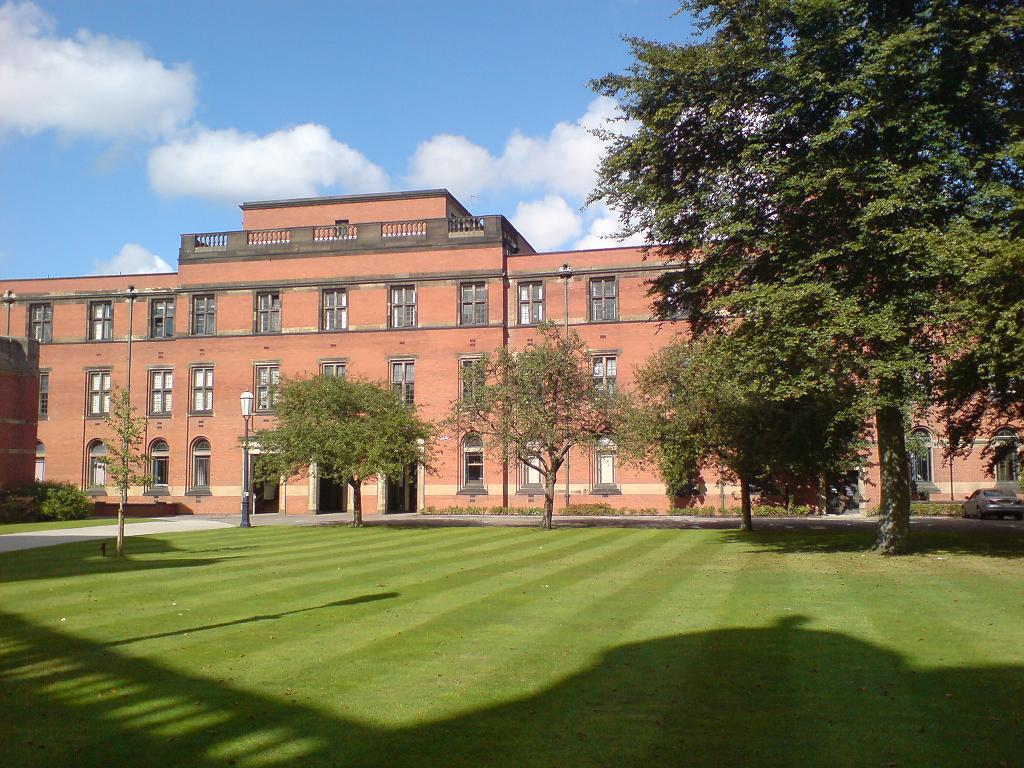
Universidad de Birmingham -Cancellor's Court

Bird regresó a Inglaterra en 1966, aceptando el puesto de patólogo consultor y director del Servicio Regional de Transfusión de Sangre de Birmingham, donde trabajó hasta su jubilación en 1981. Tras su jubilación como teniente coronel, fue nombrado consultor honorario de la Autoridad Sanitaria Regional de West Midlands y, al mismo tiempo, trabajó como investigador senior en genética clínica en la Universidad de Birmingham. Al año siguiente, se convirtió en asesor del Laboratorio Internacional de Referencias de Grupos Sanguíneos (IBGRL) de la Universidad de Oxford y pasó a ser su director en 1986, ocupando simultáneamente el puesto de profesor clínico senior honorario del Departamento de Inmunología de la Universidad de Birmingham. En 1987, dejó el cargo en el IBGRL, pero continuó allí como consultor honorario. Fue presidente de la Sociedad Británica de Transfusión de Sangre durante 1985-87 y fue presidente del Fondo Conmemorativo Oliver para la Transfusión de Sangre en 1986. También fue consejero regional de la División de Europa Occidental de la Sociedad Internacional de Transfusión Sanguínea de 1980 a 1984 y miembro del Grupo de Expertos en Hematología del Consejo Indio de Investigación Médica.
El espectro de investigación de Bird se centró en los grupos sanguíneos y sus aspectos antropológicos, bioquímicos, clínicos, genéticos, inmunohematológicos y oncológicos. Se centró principalmente en los glóbulos rojos humanos, las variantes de hemoglobina, los grupos sanguíneos, las neoplasias, los criptígenos de los glóbulos rojos y la poliaglutinabilidad. Sus investigaciones se publicaron en más de 200 artículos médicos y como manuales de referencia y capítulos en muchos libros de texto. Prolífico conferenciante sobre hematología, también participó activamente en la administración médica y se le atribuyó la automatización e informatización de los servicios de transfusión de sangre durante su carrera.
Bird estaba casado con Ruby y la pareja tuvo tres hijas, Ann, Margaret y Dorothy. Murió el 29 de marzo de 1997, a la edad de 81 años, sucumbiendo a complicaciones tras una insuficiencia renal.

## Premios y honores
Bird formó parte de varios comités y sociedades médicas durante su carrera. Fue miembro del Grupo de Expertos en Hematología del ICMR y del Comité Asesor de los Servicios Nacionales de Transfusión de Sangre del Departamento de Sanidad y Seguridad Social del Reino Unido. El Comité Selecto de Expertos del Consejo de Europa sobre Automatización y Control de Calidad en los Laboratorios de Transfusión de Sangre, el Grupo de Trabajo sobre la Terminología de los Antígenos de Superficie de los Glóbulos Rojos y el Grupo de Trabajo sobre los aspectos socioeconómicos de la Transfusión de Sangre, ambos de la Sociedad Internacional de Transfusión de Sangre (ISBT), fueron algunos de los otros comités en los que participó.
El Gobierno de la India honró a Bird en 1963 con el premio civil Padma Shri. Al año siguiente, el Consejo Médico de la India le concedió el Silver Jubilee Honour y la Medalla de Oro. Recibió dos distinciones de la Asociación Americana de Bancos de Sangre (AABB), el premio Morten Grove Rasmussen Memorial en 1980 y el premio Karl Landsteiner Memorial en 1989. Además, recibió el premio Oliver Memorial en 1981. El Colegio Médico de las Fuerzas Armadas de Pune lo incluyó en su Salón de la Fama en 2010.

## Otras lecturas
- Marcela Contreras (October 1997). «Dr. George William Gregory Bird». Vox Sanguinis 73 (3): 133-134. doi:10.1046/j.1423-0410.1997.7330133.x.

- Datos: Q19882370